# LinuxTag

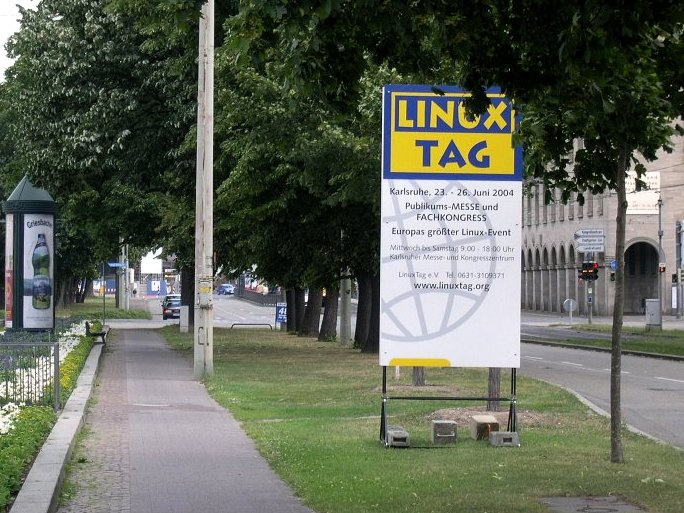
Tablica promująca LinuxTag 2004 w Kongresszentrum Karlsruhe.

LinuxTag – światowa wystawa wolnego oprogramowania, organizowana każdego lata w południowych Niemczech. Jest to stosunkowo duża wystawa i przyciąga wielu gości z różnych państw.
Hasłem przewodnim tej wystawy jest Where .com meets .org („Gdzie .com spotyka .org”), gdyż łączy ona w sobie przedstawicieli zarówno przedsiębiorstw handlowych, jak i organizacji non-profit.
LinuxTag jest także sponsorem kilku innych projektów, a szczególnie dystrybucji Linuksa o nazwie Knoppix. Jest to dystrybucja Live CD, więc często służy ona zaprezentowaniu możliwości wolnego oprogramowania na komputerach pracujących pod kontrolą „zamkniętych” systemów operacyjnych (na przykład Windows).
Światowa wystawa LinuxTag jest sponsorowana przez rozmaite przedsiębiorstwa z branży informatycznej, a w pewnym stopniu także przez rząd niemiecki.